# Campionati del mondo di ciclismo su strada - Cronometro a squadre femminile

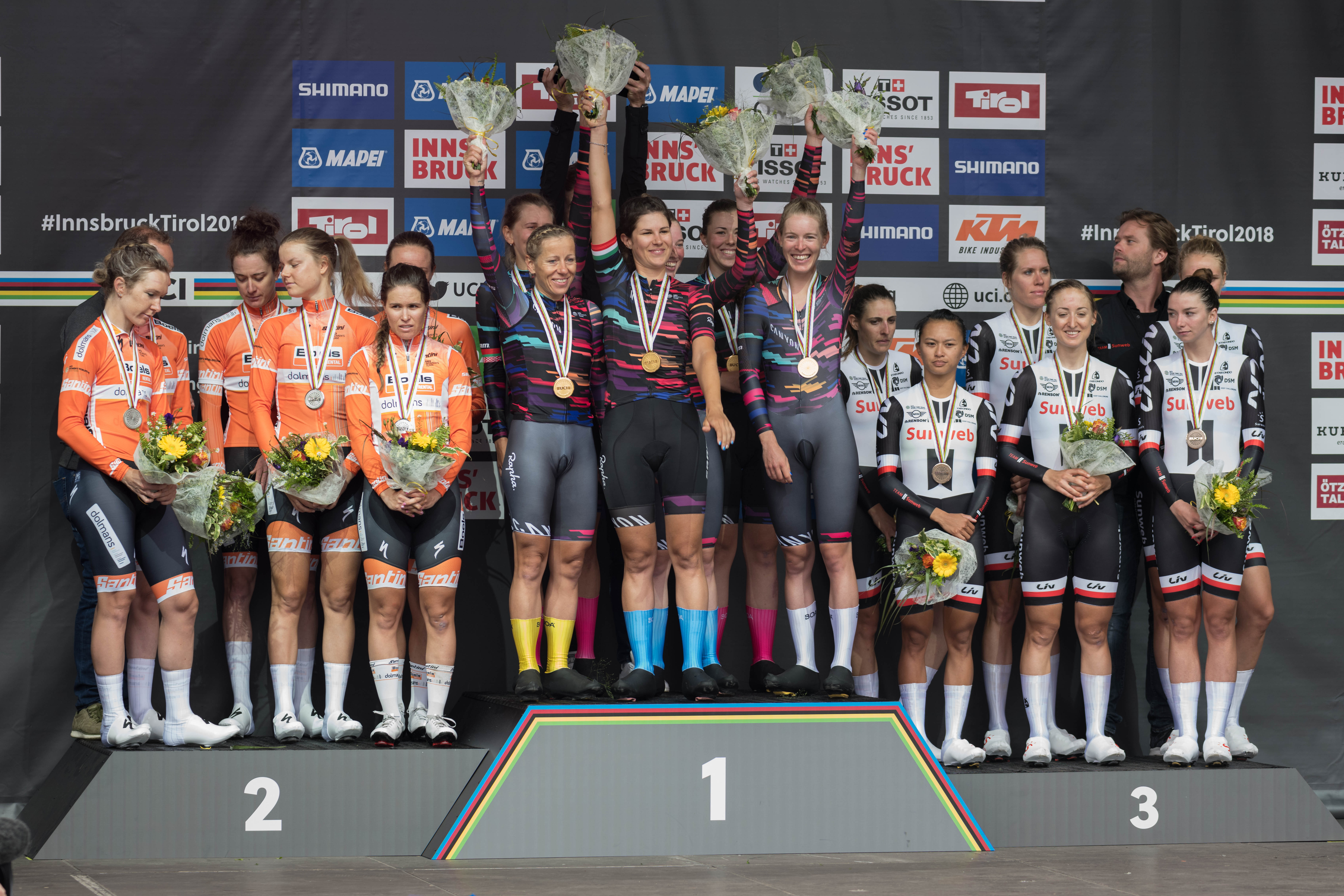
Il podio dell'ultima edizione, quella del 2018

La cronometro a squadre femminile era una delle prove disputate durante i campionati del mondo di ciclismo su strada.
Dal 1987 al 1994 era riservata a quartetti in rappresentanza di squadre nazionali, svolgendosi sulla distanza di 50 km; dal 2012 al 2018, inserita nuovamente nel programma dei campionati, era invece riservata alle società di club, rappresentate ciascuna da sei cicliste. Dal 2019 la prova, come pure l'omologa maschile, è stata sostituita dalla staffetta a squadre mista.

## Albo d'oro
Aggiornato all'edizione 2018.
| Anno    | Vincitrice | Seconda | Terza |
| ------- | --- | --- | --- |
| 1987    | Unione Sovietica Nadežda Kibardina Alla Jakovleva Tamara Poljakova Ljubov' Pugovičnikova                                    | Stati Uniti Sue Ehlers Jane Marshall Leslie Schenk Inga Thompson                                                                    | Italia Monica Bandini Roberta Bonanomi Imelda Chiappa Francesca Galli                                                             |
| 1988    | Italia Monica Bandini Roberta Bonanomi Maria Canins Francesca Galli                                                         | Unione Sovietica Alla Jakovleva Nadežda Kibardina Svetlana Rožkova Laima Zilporytė                                                  | Stati Uniti Jeannie Golay Phyllis Hines Jane Marshall Leslie Schenk                                                               |
| 1989    | Unione Sovietica Nadežda Kibardina Natal'ja Melëchina Tamara Poljakova Laima Zilporytė                                      | Italia Monica Bandini Roberta Bonanomi Maria Canins Francesca Galli                                                                 | Francia Nathalie Cantet Catherine Marsal Cécile Odin Valérie Simonnet                                                             |
| 1990    | Paesi Bassi Monique Knol Leontien van Moorsel Astrid Schop Cora Westland                                                    | Stati Uniti Phyllis Hines Maureen Manley Eva Stephenson Inga Thompson                                                               | Unione Sovietica Natal'ja Čipaeva Nadežda Kibardina Natal'ja Melëchina Valentina Polchanova                                       |
| 1991    | Francia Marion Clignet Nathalie Gendron Catherine Marsal Cécile Odin                                                        | Paesi Bassi Monique de Bruin Monique Knol Astrid Schop Cora Westland                                                                | Unione Sovietica Natal'ja Grinina Nadežda Kibardina Valentina Polchanova Ajga Zagorska                                            |
| 1992    | Stati Uniti Danute Bankaitis Jan Bolland Jeannie Golay Eva Stephenson                                                       | Francia Corinne Legal Jeannie Longo Catherine Marsal Cécile Odin                                                                    | Russia Gul'nara Fatkulina Natal'ja Grinina Nadežda Kibardina Aleksandra Koljaseva                                                 |
| 1993    | Russia Svetlana Bubnenkova Aleksandra Koljaseva Valentina Polchanova Ol'ga Sokolova                                         | Stati Uniti Jan Bolland Deirdre Demet-Barry Jeannie Golay Eva Stephenson                                                            | Italia Roberta Bonanomi Alessandra Cappellotto Michela Fanini Fabiana Luperini                                                    |
| 1994    | Russia Svetlana Bubnenkova Aleksandra Koljaseva Valentina Polchanova Ol'ga Sokolova                                         | Lituania Jolanta Polikevičiūtė Rasa Polikevičiūtė Liuda Triabaitė Diana Žiliūtė                                                     | Stati Uniti Deirdre Demet-Barry Alison Dunlap Jeannie Golay Eva Stephenson                                                        |
| 1995-11 | Non disputata | Non disputata | Non disputata |
| 2012    | Specialized-Lululemon Charlotte Becker Ellen van Dijk Amber Neben Evelyn Stevens Ina-Yoko Teutenberg Trixi Worrack          | Orica-AIS Judith Arndt Shara Gillow Loes Gunnewijk Melissa Hoskins Alexis Rhodes Linda Villumsen                                    | AA Drink-Leontien.nl Chantal Blaak Lucinda Brand Jessie Daams Sharon Laws Emma Pooley Kirsten Wild                                |
| 2013    | Specialized-Lululemon Lisa Brennauer Katie Colclough Ellen van Dijk Carmen Small Evelyn Stevens Trixi Worrack               | Rabobank Women Cycling Team Lucinda Brand Pauline Ferrand-Prévot Thalita de Jong Roxane Knetemann Annemiek van Vleuten Marianne Vos | Orica-AIS Annette Edmondson Shara Gillow Loes Gunnewijk Melissa Hoskins Emma Johansson Amanda Spratt                              |
| 2014    | Specialized-Lululemon Chantal Blaak Lisa Brennauer Karol-Ann Canuel Carmen Small Evelyn Stevens Trixi Worrack               | Orica-AIS Annette Edmondson Melissa Hoskins Emma Johansson Jessie MacLean Valentina Scandolara Amanda Spratt                        | Astana-BePink Womens Team Alena Amjaljusik Simona Frapporti Doris Schweizer Alison Tetrick Silvia Valsecchi Susanna Zorzi         |
| 2015    | Velocio-SRAM Alena Amjaljusik Lisa Brennauer Karol-Ann Canuel Barbara Guarischi Mieke Kröger Trixi Worrack                  | Boels-Dolmans Cycling Team Lizzie Armitstead Chantal Blaak Ellen van Dijk Christine Majerus Katarzyna Pawłowska Evelyn Stevens      | Rabo-Liv Women Cycling Team Lucinda Brand Anna van der Breggen Shara Gillow Thalita de Jong Roxane Knetemann Katarzyna Niewiadoma |
| 2016    | Boels-Dolmans Cycling Team Chantal Blaak Karol-Ann Canuel Lizzie Armitstead Christine Majerus Evelyn Stevens Ellen van Dijk | Canyon-SRAM Racing Alena Amjaljusik Hannah Barnes Lisa Brennauer Elena Cecchini Mieke Kröger Trixi Worrack                          | Cervélo-Bigla Pro Cycling Team Ciara Horne Lisa Klein Lotta Lepistö Ashleigh Moolman Joëlle Numainville Stephanie Pohl            |
| 2017    | Team Sunweb Lucinda Brand Leah Kirchmann Floortje Mackaij Coryn Rivera Sabrina Stultiens Ellen van Dijk                     | Boels-Dolmans Cycling Team Chantal Blaak Karol-Ann Canuel Megan Guarnier Christine Majerus Amy Pieters Anna van der Breggen         | Cervélo-Bigla Pro Cycling Team Lisa Klein Clara Koppenburg Lotta Lepistö Cecilie Uttrup Ludwig Ashleigh Moolman Stephanie Pohl    |
| 2018    | Canyon-SRAM Racing Alena Amjaljusik Alice Barnes Hannah Barnes Elena Cecchini Lisa Klein Trixi Worrack                      | Boels-Dolmans Cycling Team Chantal Blaak Karol-Ann Canuel Amalie Dideriksen Christine Majerus Amy Pieters Anna van der Breggen      | Team Sunweb Lucinda Brand Leah Kirchmann Liane Lippert Pernille Mathiesen Coryn Rivera Ellen van Dijk                             |

## Medagliere
| Pos.   | Nazione          | Oro | Argento | Bronzo | Totale |
| ------ | ---------------- | --- | ------- | ------ | ------ |
| 1      | Paesi Bassi      | 3   | 5       | 3      | 11     |
| 2      | Stati Uniti      | 3   | 3       | 2      | 8      |
| 3      | Germania         | 3   | 1       | 2      | 6      |
| 4      | Unione Sovietica | 2   | 1       | 2      | 5      |
| 5      | Russia           | 2   | 0       | 1      | 3      |
| 6      | Italia           | 1   | 1       | 3      | 5      |
| 7      | Francia          | 1   | 1       | 1      | 3      |
| 8      | Australia        | 0   | 2       | 1      | 3      |
| 9      | Lituania         | 0   | 1       | 0      | 1      |
| Totale | Totale           | 15  | 15      | 15     | 45     |